# Cratere Svedberg
Svedberg è un cratere lunare di 15,34 km situato nella parte sud-orientale della faccia visibile della Luna.